# Austro-węgierskie odznaczenia
| Baretka /wstążka | Nazwa polska | Nazwa niemiecka | Data ust. |
| Ordery (kolejność starszeństwa obejmuje jedynie Order Świętego Stefana, Order Leopolda, Order Korony Żelaznej i Order Franciszka Józefa) | Ordery (kolejność starszeństwa obejmuje jedynie Order Świętego Stefana, Order Leopolda, Order Korony Żelaznej i Order Franciszka Józefa) | Ordery (kolejność starszeństwa obejmuje jedynie Order Świętego Stefana, Order Leopolda, Order Korony Żelaznej i Order Franciszka Józefa) | Ordery (kolejność starszeństwa obejmuje jedynie Order Świętego Stefana, Order Leopolda, Order Korony Żelaznej i Order Franciszka Józefa) |
| --- | --- | --- | --- |
| | Order Złotego Runa | Orden vom Goldenen Vlies | 1430 |
| | Order Krzyża Gwiaździstego | Sternkreuzorden | 1668 |
| | Order Wojskowy Marii Teresy – Krzyż Wielki                                                                                               | Militär-Maria-Theresien-Orden – Großkreuz                                                                                                | 1758 |
| | Order Wojskowy Marii Teresy – Komandor                                                                                                   | Militär-Maria-Theresien-Orden – Kommandeur                                                                                               | 1765 |
| | Order Wojskowy Marii Teresy – Kawaler | Militär-Maria-Theresien-Orden – Ritter                                                                                                   | 1758 |
| | Order św. Stefana – Krzyż Wielki | Sankt Stephans-Orden – Großkreuz | 1764 |
| | Order Leopolda – Krzyż Wielki | Leopold-Orden – Großkreuz | 1808 |
| | Order Leopolda – I Klasa | Leopold-Orden – Erste Klasse | 1901 |
| | Order Korony Żelaznej – Kawaler I Klasy                                                                                                  | Orden der Eisernen Krone – Ritter I. Klasse                                                                                              | 1815 |
| | Order Franciszka Józefa – Krzyż Wielki                                                                                                   | Franz Joseph-Orden – Großkreuz | 1849 |
| | Order św. Stefana – Komandor (Krzyż Średni)                                                                                              | Sankt Stephans-Orden – Kommandeur | 1764 |
| | Order Leopolda – Komandor | Leopold-Orden – Kommandeur | 1808 |
| | Order Korony Żelaznej – Kawaler II Klasy                                                                                                 | Orden der Eisernen Krone – Ritter II. Klasse                                                                                             | 1815 |
| | Order Franciszka Józefa – Komandor z Gwiazdą                                                                                             | Franz Joseph-Orden – Komtur mit Stern | 1869 |
| | Order św. Stefana – Krzyż Mały (Kawaler)                                                                                                 | Sankt Stephans-Orden – Kleinkreuz | 1764 |
| | Order Leopolda – Kawaler | Leopold-Orden – Ritter | 1808 |
| | Order Franciszka Józefa – Komandor | Franz Joseph-Orden – Komtur | 1849 |
| | Order Franciszka Józefa – Oficer | Franz Joseph-Orden – Officer | 1901 |
| | Order Korony Żelaznej – Kawaler III Klasy                                                                                                | Orden der Eisernen Krone – Ritter III. Klasse                                                                                            | 1815 |
| | Order Franciszka Józefa – Kawaler | Franz Joseph-Orden – Ritter | 1849 |
| | Order Elżbiety | Elisabeth-Orden | 1898 |
| | Order Miłości Bliźniego | Orden der Liebe des Nächsten | 1708 |
| | Order Niewolnic Cnoty | Orden der Frauen-Sklavinnen der Tugend                                                                                                   | 1662 |
| Krzyże | | | |
| | Krzyż Armatni/Krzyż Armii | Cannonenkreuz/Armeekreuz | 1814 |
| (bez wstążki) | Krzyż Franciszka Józefa | Franz Joseph-Kreuz | 1916 |
| | Krzyż Honorowy Cywilny | Zivil-Ehrenkreuz | 1815 |
| | Krzyż Jubileuszowy dla Cywilnych Funkcjonariuszów Państwowych                                                                            | Jubiläumskreuz für Zivilstaatsbedienstete                                                                                                | 1908 |
| | Krzyż Jubileuszowy Wojskowy | Militär-Jubiläumskreuz | 1908 |
| | Krzyż Jubileuszowy Dworski | Jubiläums-Hofkreuz | 1908 |
| | Krzyż Mariański | Marianer-Kreuz | 1871 |
| | Krzyż Pamiątkowy Mobilizacji 1912–1913                                                                                                   | Erinnerungskreuz an den Mobilisierung 1912–1913                                                                                          | 1913 |
| | Krzyż Pamiątkowy Wojenny | Kriegserinnerungskreuz | 1918 |
| w przygot. | Krzyż Szlachecki Czeski | Böhmisches Adelskreuz | 1814 |
| (bez wstążki) | Krzyż Wojenny za Zasługi Cywilne | Kriegskreuz für Zivilverdienste | 1915 |
| | Krzyż Wojskowy Karola | Karl-Truppenkreuz | 1916 |
| | Krzyż Zasługi dla Duchownych Wojskowych – wstążka wojenna                                                                                | Verdienstkreuz für Militärgeistliche – kriegsbande                                                                                       | 1911 |
| | Krzyż Zasługi dla Duchownych Wojskowych – wstążka pokojowa                                                                               | Verdienstkreuz für Militärgeistliche – friedensbande                                                                                     | 1801 |
| | Krzyż Zasługi Cywilnej – wstążka wojenna                                                                                                 | Zivil-Verdienstkreuz – kriegsbande | 1850 |
| | Krzyż Zasługi Cywilnej – wstążka pokojowa                                                                                                | Zivil-Verdienstkreuz – friedensbande | 1850 |
| | Krzyż Zasługi Wojskowej z Mieczami | Militärverdienstkreuz mit Schwertern | 1849 |
| | Krzyż Zasługi Wojskowej | Militärverdienstkreuz | 1849 |
| | Krzyż Żelazny Zasługi – wstążka wojenna                                                                                                  | Eisernes Verdienstkreuz – kriegsbande | 1916 |
| | Krzyż Żelazny Zasługi – wstążka pokojowa                                                                                                 | Eisernes Verdienstkreuz – friedensbande                                                                                                  | 1916 |
| Medale | | | |
| | Medal „Lege et Fide” (koronacyjny) | Gnadenmedaille „Lege et Fide” | 1792 |
| | Medal „Pietate et Concordia” (koronacyjny)                                                                                               | Gnadenmedaille „Pietate et Concordia” | 1790 |
| | Medal „Virtute et Exemplo” | Gnadenmedaille „Virtute et Exemplo” | 1873 |
| | Medal Honorowy za Czterdziestoletnią Wierną Służbę dla cywili                                                                            | Ehren-Medaille für vierzigjährige treue Dienste für ziviler                                                                              | 1898 |
| | Medal Honorowy za Czterdziestoletnią Wierną Służbę dla wojskowych                                                                        | Ehren-Medaille für vierzigjährige treue Dienste für militar                                                                              | 1898 |
| | Medal Jubileuszowy Pamiątkowy dla Cywilnych Funkcjonariuszów Państwowych                                                                 | Jubiläums-Erinnerungsmedaille für Zivilstaatsbedienstete                                                                                 | 1898 |
| | Medal Jubileuszowy Pamiątkowy dla Sił Zbrojnych i Żandarmerii                                                                            | Jubiläums-Erinnerungsmedaille für die bewaffnete Macht und die Gendarmerie                                                               | 1898 |
| | Medal Jubileuszowy Dworski | Jubiläums-Höf-Medaille | 1898 |
| | Medal Pamiątkowy Bośniacko-Hercegowiński                                                                                                 | Bosnisch-Herzegowinische Erinnerungsmedaille                                                                                             | 1909 |
| | Medal Pamiątkowy Tyrolskiej Obrony Kraju z 1848                                                                                          | Denkmünze and die Tiroler Landsverterteigung vom Jahre 1848                                                                              | 1848 |
| | Medal Pamiątkowy Tyrolskiej Obrony Kraju z 1859                                                                                          | Denkmünze and die Tiroler Landsverterteigung vom Jahre 1859                                                                              | 1859 |
| | Medal Pamiątkowy Tyrolskiej Obrony Kraju z 1866                                                                                          | Denkmünze and die Tiroler Landsverterteigung vom Jahre 1866                                                                              | 1866 |
| | Medal Pamiątkowy i Zasługi dla Tyrolczyków 1796                                                                                          | Tiroler Erinnerungs- und Verdienstmedaille von 1796                                                                                      | 1796 |
| | Medal Pamiątkowy i Zasługi dla Tyrolczyków 1797                                                                                          | Tiroler Erinnerungs- und Verdienstmedaille von 1797                                                                                      | 1797 |
| | Medal Pamiątkowy Kampanii przeciwko Danii 1864                                                                                           | Kriegsdenkmünze für 1864 | 1864 |
| | Medal Pamiątkowy Podróży Morskiej 1892–1893                                                                                              | Seereise-Denkmünze 1892/93 | 1893 |
| | Medal Rannych za 5 ran | Verwundetenmedaille für fünf Verwundungen                                                                                                | 1917 |
| | Medal Rannych za 4 rany | Verwundetenmedaille für vier Verwundungen                                                                                                | 1917 |
| | Medal Rannych za 3 rany | Verwundetenmedaille für drei Verwundungen                                                                                                | 1917 |
| | Medal Rannych za 2 rany | Verwundetenmedaille für zwei Verwundungen                                                                                                | 1917 |
| | Medal Rannych za 1 ranę | Verwundetenmedaille für eine Verwundung                                                                                                  | 1917 |
| | Medal Rannych dla inwalidów wojennych | Verwundetenmedaille für der Kriegsinvalide                                                                                               | 1917 |
| | Medal Straży Ogniowej | Feuerwehr-Medaille | 1905 |
| | Medal Waleczności | Tapferkeitsmedaille | 1789 |
| | Medal Wojenny | Kriegsmedaille | 1873 |
| | Medal Wojskowy Ołomuński | Olmützer Militärmedaille | 1796 |
| | Medal Zasługi Cywilnej | Zivil-Verdienstmedaille | 1804 |
| | Medal Zasługi Cywilnej | Zivil-Verdienstmedaille | 1835 |
| | Medal Zasługi Cywilnej | Zivil-Verdienstmedaille | 1848 |
| | Medal Zasługi Cywilnej | Zivil-Verdienstmedaille | 1918 |
| | Medal Zasługi Wojskowej z Mieczami | Militärverdienstmedaille mit Schwertern                                                                                                  | 1890 |
| | Medal Zasługi Wojskowej | Militärverdienstmedaille – czas wojny | 1890 |
| | Medal Zasługi Wojskowej | Militärverdienstmedaille– czas pokoju | 1890 |
| Odznaki | | | |
| | Odznaka Fundacji Wojskowej Elżbiety Teresy                                                                                               | Dekoration der Elisabeth-Theresien-Militärstiftung                                                                                       | 1749 |
| w przygot. | Odznaka Honorowa Ochotników Węgierskich                                                                                                  | Ehrenzeichen der Ungarischen Freiwilligen                                                                                                | 1748 |
| w przygot. | Odznaka Honorowa za Długoletnią Użyteczną Działalność Członkowską w Organizacji należącej do Pospolitego Ruszenia                        | Ehrenzeichen für vieljährige Verdienstliche Mitgliedschaft bei einer landsturmpflichtigen Körperschaft                                   | 1908 |
| | Odznaka Honorowa za Sztukę i Wiedzę | Ehrenzeichen für Kunst und Wissenschaft                                                                                                  | 1887 |
| | Odznaka Honorowa za Zasługi dla Czerwonego Krzyża                                                                                        | Ehrenzeichen für Verdienste um das Rote Kreuz                                                                                            | 1914 |
| | Odznaka Ostrogi Złotej | Aranysarkantyús Jelvénye | 1918 |
| (bez wstążki) | Odznaka Pamiątkowa Franciszka Józefa | Gedenkzeichen an Kaiser und König Franz Joseph I                                                                                         | 1916 |
| (bez wstążki) | Odznaka Weteranów | Distinctionszeichen für Veteranen | 1780 |
| | Odznaka za 50-letnią Służbę Wojskową dla Oficerów                                                                                        | Militärdienstzeichen für Offiziere für 50 Jahre                                                                                          | |
| | Odznaka za 40-letnią Służbę Wojskową dla Oficerów                                                                                        | Militärdienstzeichen für Offiziere für 40 Jahre                                                                                          | |
| | Odznaka za 35-letnią Służbę Wojskową dla Oficerów                                                                                        | Militärdienstzeichen für Offiziere für 35 Jahre                                                                                          | |
| | Odznaka za 25-letnią Służbę Wojskową dla Oficerów                                                                                        | Militärdienstzeichen für Offiziere für 25 Jahre                                                                                          | |
| | Odznaka za Służbę Wojskową za 24 lata | Militärdienstzeichen für 24 Jahre | |
| | Odznaka za Służbę Wojskową za 20 lat | Militärdienstzeichen für 20 Jahre | |
| | Odznaka za Służbę Wojskową za 18 lat | Militärdienstzeichen für 18 Jahre | |
| | Odznaka za Służbę Wojskową za 16 lat | Militärdienstzeichen für 16 Jahre | |
| | Odznaka za Służbę Wojskową za 12 lat | Militärdienstzeichen für 12 Jahre | |
| | Odznaka za Służbę Wojskową za 12 lat | Militärdienstzeichen für 12 Jahre | |
| | Odznaka za Służbę Wojskową za 10 lat | Militärdienstzeichen für 10 Jahre | |
| | Odznaka za Służbę Wojskową za 8 lat | Militärdienstzeichen für 8 Jahre | |
| | Odznaka za Służbę Wojskową za 6 lat | Militärdienstzeichen für 6 Jahre | |
| | Odznaka za Służbę Wojskową | Militärdienstzeichen | 1849 |